# Korbovo
Korbovo (em cirílico:Корбово) é uma vila da Sérvia localizada no município de Bor, pertencente ao distrito de Bor, na região de Ključ. A sua população era de 1067 habitantes segundo o censo de 2002.

## Demografia
| 1948  | 1953  | 1961  | 1971  | 1981  | 1991  | 2002  |
| ----- | ----- | ----- | ----- | ----- | ----- | ----- |
| 1 892 | 2 076 | 2 055 | 1 930 | 1 755 | 1 481 | 1 067 |